# Île aux Chevaux
Isla de los Caballos (en francés: Île aux Chevaux o L'île aux Chevaux ) es una isla del archipiélago de Saint Pierre y Miquelón, una colectividad territorial de Francia frente a la costa de Canadá.

## Localización
La Isla de los Caballos se encuentra cerca de la costa norte de Gran Barachois (Grand Barachois), una laguna en la isla de Miquelón, en las coordenadas geográficas 46°59′49″N 56°18′46″O / 46.99694, -56.31278